# Municipio di Delft
Il Municipio di Delft (in olandese: Stadhuis van Delft) sorge sul Markt, la centrale piazza del Mercato della città di Delft, nei Paesi Bassi.

## Storia e descrizione

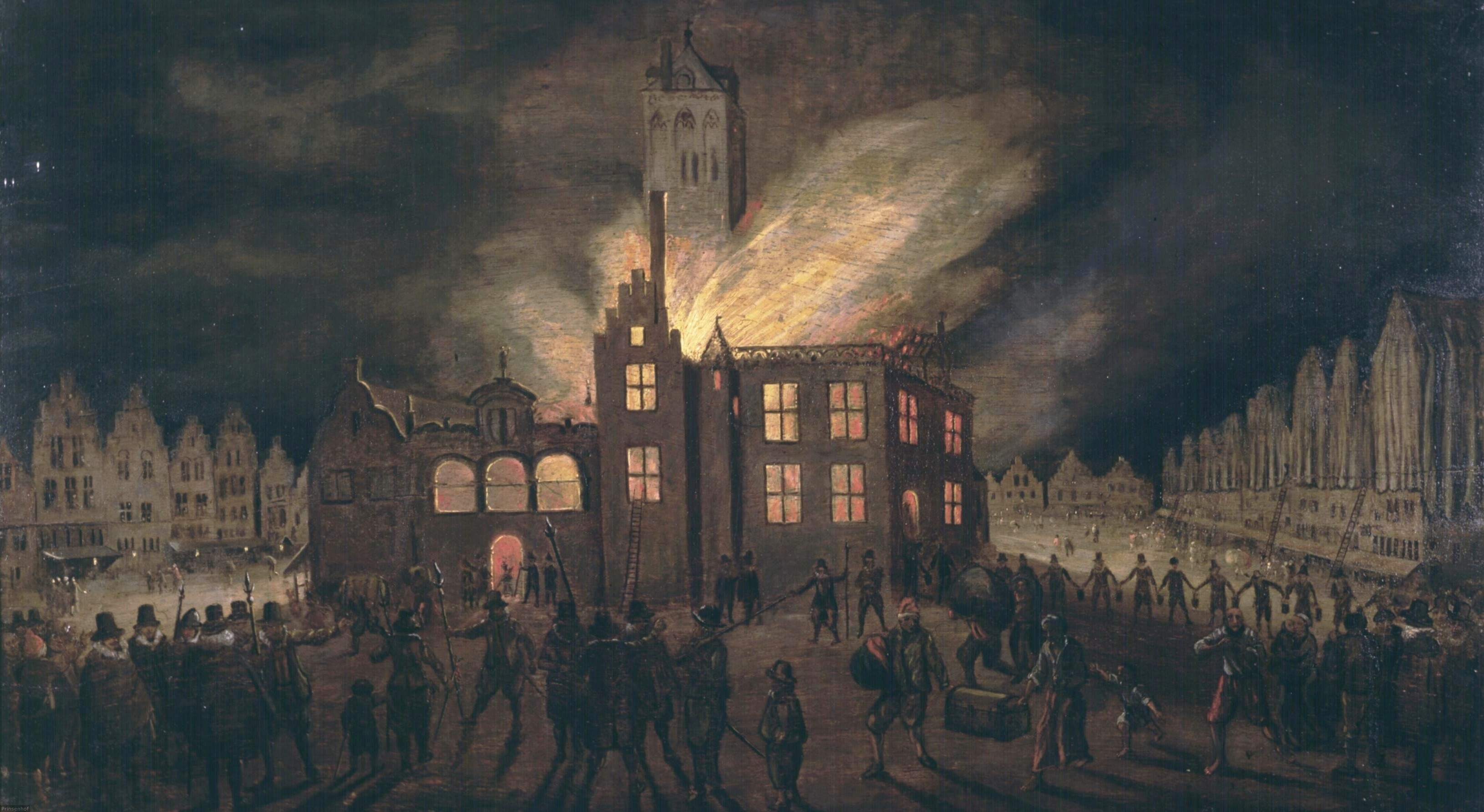
L'incendio del 1618.

Il primo municipio venne eretto nel XIII secolo, dopo che nel 1246 il conte Guglielmo II d'Olanda concesse a Delft il Titolo di città. Nel XV secolo l'edificio venne ricostruito e sopravvisse al grande incendio del 1536. Ma il 4 marzo 1618 il municipio bruciò totalmente. Solo la torre trecentesca si salvò. Il progetto di ricostruzione venne affidato nel 1619 al grande architetto Hendrick de Keyser il Vecchio che concepì un edificio di due piani in stile rinascimentale olandese che inglobava la torre su tre lati, con tre rispettive facciate a frontoni. I lavori iniziarono nel 1620 e si protrassero fino al 1629. La facciata principale, in pietra arenaria, è scandita da pilastri bugnati al piano terra e da paraste ioniche al primo piano, che inquadrano grandi finestre crociate. Le finestre superiori sono decorate da grandi conchiglie e al di sopra corre una balaustra. Al centro della facciata s'innalza il frontone ricurvo, a due livelli, fra due obelischi. Accoglie tre nicchie, di cui quella centrale con statua della Giustizia, e al di sopra è l'altorilievo con lo stemma della città. I fianchi hanno due facciate gemelle che, in forme più semplici, riprendono il disegno di quella principale.

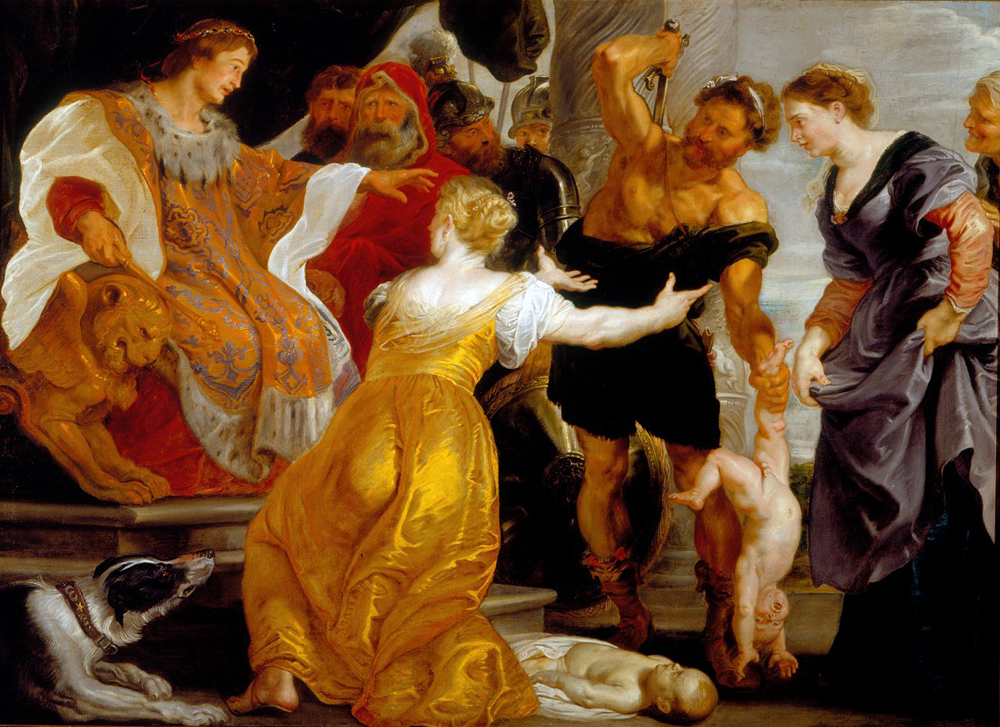
Il Giudizio di Salomone di P. van Bronckhorst.

Nel corso del tempo il municipio venne modificato. Nel 1850 l'ingresso principale venne ampliato a spese di due finestre e vi venne aggiunta la doppia scalinata con portico. Nel 1963 il municipio è stato restaurato sotto la direzione dell'architetto Jo Kruger che lo riportò allo stato del progetto di Hendrick de Keyser.
La torre trecentesca, detta Oude Steen (Vecchia pietra), accoglieva una prigione con sala di tortura. Vi fu rinchiuso Balthasar Gérard, l'assassino di Guglielmo il Taciturno, fino alla sua sentenza. In cima nel 1536 venne impiantato un orologio con un carillon realizzato da Hendrick van Trier e Francois Hemony. I resti delle campane del carillon, gravemente danneggiato dall'incendio del 1618, vennero rifuse da Francois Hemony per creare quello della torre della Chiesa Nuova.
All'interno dal 1618 il municipio accoglie numerosi ritratti dei conti di Orange e di Nassau, fra i quali numerosi sono quelli eseguiti da Michiel van Mierevelt (1567–1641). Nella sala del Tribunale vi è il grande quadro del Giudizio di Salomone eseguito da Pieter van Bronckhorst, allievo di Rubens.